# Chen Xiaojun
Pour les articles homonymes, voir Chen.
Dans ce nom chinois, le nom de famille, Chen, précède le nom personnel.
Chen Xiaojun, née le 3 août 1992 à Leizhou, est une nageuse synchronisée chinoise.

## Carrière
Chen Xiaojun est médaillée d'argent par équipes aux Jeux olympiques d'été de 2012 à Londres avec Huang Xuechen, Chang Si, Liu Ou, Jiang Tingting, Jiang Wenwen, Luo Xi, Wu Yiwen et Sun Wenyan.